# (1123) Shapleya
(1123) Shapleya ist ein Asteroid des Hauptgürtels, der am 21. September 1928 vom russischen Astronomen Grigori Nikolajewitsch Neuimin in Simejis entdeckt wurde.
Der Asteroid ist dem US-amerikanischen Astronomen Harlow Shapley gewidmet.